# Tirian
Tirian es un personaje del libro La Última Batalla, séptima entrega de la obra del escritor C.S. Lewis, Las Crónicas de Narnia.
Es el último rey de Narnia antes de que ésta se acabe y se ve obligado a enfrentar las revueltas internas y la guerra con Calormen. En una parte del libro convoca a los niños Pevensie a su ayuda. Con ayuda de Jill Pole y Eustace Scrubb, logra vencer al mono Triquiñuela, y lucha contra los calormenos. En el libro, Lewis también menciona que la primera vez que Tirian oyó la voz de Lucy Pevensie, sintió un gran deseo de volver a oír su voz.
- Datos: Q2446175